# Howardevansite
La howardevansite è un minerale.